# Sernancelhe
Sernancelhe is een gemeente in het Portugese district Viseu.
De gemeente heeft een totale oppervlakte van 229 km² en telde 6227 inwoners in 2001.

## Plaatsen in de gemeente
- Arnas
- Carregal
- Chosendo
- Cunha
- Escurquela
- Faia
- Ferreirim
- Fonte Arcada
- Freixinho
- Granjal
- Lamosa
- Macieira
- Penso
- Quintela
- Sarzeda
- Sernancelhe
- Vila da Ponte